# Републиканска странка (САД)
Републиканска странка (енгл. Republican Party, кратко Republicans — републиканци, или Grand Old Party — велика стара странка, или GOP) једна је од две главне савремене политичке странке у Сједињеним Америчким Државама, заједно са својим главним и историјским ривалом, Демократском странком.
Странку су оснивали 1854. године противници закона Канзас-Небраска, који је омогућио потенцијално ширење ропства на западне територије. Партија је подржавала класични либерализам, успротивила се ширењу ропства и подржавала је економску реформу. Абрахам Линколн је био први републикански председник. Под вођством Линколна и републиканског конгреса, ропство је забрањено у Сједињеним Државама 1865. године Партија је углавном била доминантна током система треће странке и система четврте странке. После 1912. године Партија је доживела идеолошки помак удесно. Након Закона о грађанским правима из 1964. године и Закона о бирачким правима из 1965, основна база странке се променила, са тим да су јужне државе постале поузданије републиканске у председничкој политици. Они су били снажно посвећени протекционизму и царинама при свом оснивању, али све више су почели да подржавају слободну трговину у 20. веку. Последњи републикански председнички кандидат је био Доналд Трамп, који обавља функцију 47. председника САД од 2025. године.
Идеологија странке 21. века је амерички конзервативизам, који укључује и економске политике и друштвене вредности. Републиканци подржавају ниже порезе, капитализам слободног тржишта, ограничења имиграције, повећану војну потрошњу, права на оружје, ограничења побачаја, дерегулацију и ограничења синдиката. База подршке странке 21. века укључује људе који живе у руралним подручјима, мушкарце, пензионере и еванђеоске хришћане.
До данас је укупно било 19 републикански председника, највише из било које странке. Имају 27 гувернера државе, 30 законодавних тела и 23 трифекте (контрола над оба већа државне скупштине и гувернерство) државне управе. Шест од девет судија Врховног суда су номиновали републикански председници.

## Републикански председници САД
| Име                  | Председник САД (хронолошки) | Период    |
| -------------------- | --------------------------- | --------- |
| Абрахам Линколн      | 16. председник              | 1860–1865 |
| Ендру Џонсон         | 17. председник              | 1865–1869 |
| Улисис Симпсон Грант | 18. председник              | 1869–1877 |
| Радерфорд Б. Хејз    | 19. председник              | 1877–1881 |
| Џејмс Гарфилд        | 20. председник              | 1881      |
| Честер А. Артур      | 21. председник              | 1881–1885 |
| Бенџамин Харисон     | 23. председник              | 1889–1893 |
| Вилијам Макинли      | 25. председник              | 1897–1901 |
| Теодор Рузвелт       | 26. председник              | 1901–1909 |
| Вилијам Хауард Тафт  | 27. председник              | 1909–1913 |
| Ворен Г. Хардинг     | 29. председник              | 1921–1923 |
| Калвин Кулиџ         | 30. председник              | 1923–1929 |
| Херберт Хувер        | 31. председник              | 1929–1933 |
| Двајт Д. Ајзенхауер  | 34. председник              | 1953–1961 |
| Ричард Никсон        | 37. председник              | 1969–1974 |
| Џералд Форд          | 38. председник              | 1974–1977 |
| Роналд Реган         | 40. председник              | 1981–1989 |
| Џорџ Х. В. Буш       | 41. председник              | 1989–1993 |
| Џорџ В. Буш          | 43. председник              | 2001–2009 |
| Доналд Џ. Трамп      | 45. председник              | 2017–2021 |
| Доналд Џ. Трамп      | 47. председник              | 2025–     |